# Grand Prix Maďarska 2010
Velká cena Maďarska závodů Formule 1 se konala dne 1. srpen 2010 na okruhu Hungaroring.

## Společenské a doprovodné akce

### Závody
Jako při každé velké ceně Formule 1 se i v Maďarsku konaly doprovodné závody nižších tříd.
Mimo jiné závod GP2 a spousta dalších.

## Průběh závodu

### Tréninky
V tréninku na VC Maďarska F1 2010 dominovala stáj Red Bull, která ovládla druhý a třetí trénink. Ukázala se i síla Ferrari, kteří v druhém tréninku byli hned za závodníky Red Bull

### Kvalifikace
V první části kvalifikace podle předpokladů vypadli všichni jezdci týmů HRT, Lotus a Virgin a v této části kvalifikace zůstal i jezdec týmu Sauber Kamui Kobajaši.

V druhé části se svedl ostrý boj o desítku postupujících do závěrečné části kvalifikace, ale vypadli oba vozy Toro Rosso, Force India a Mercedes Michaela Schumachera, Williams Rubense Barrichella a McLaren Jensona Buttona.
 Třetí část kvalifikace byla v režii týmu Red Bull Racing, kteří ji ovládli s velkým náskokem před ostatními jezdci. Velké překvapení je postup Pedra de la Rosy do třetí části a jeho umístění na 9. pozici.

### Závod
Po startu si Sebastian Vettel udržel první místo, ale Marka Webbera předjel Fernando Alonso. V 16. kole vyjel na trať Safety Car kvůli nepořádku na trati. většina jezdců zamířila do boxů, jen Mark Webber a Rubens Barrichello zůstali na trati. V Boxech se stala nehoda mezi Adrianem Sutilem a Robertem Kubicou, kteří se srazili. Pro Adriana Sutila skončil závod ihned, Robert Kubica skončil o několik kol později. V tomto období odpadl i Mercedes Nica Rosberga, kterému mechanici špatně připevnili zadní kolo, které hned v depu ohrozilo několik mechaniků. Po několika kolech zajel Safety Car do boxů a začalo se závodit. Sebastian Vettel nezaregistroval, že Safety Car již zajíždí a zbrzdil celé pole, a proto dostal trest průjezd boxy. Trest Stop and Go dostal i Kubica za srážku v boxech. Mark Webber si i po zastávce v boxech udržel první pozici a závod vyhrál. Poslední dramatický okamžik nastal při předjíždění Michaela Schumachera Rubensem Barrichellem, kdy Barrichello málem skončil v betonové zídce. Michael Schumacher byl po závodě prověřován a byl za tento manévr potrestán.

## Výsledky

### Závod
| #   | Jméno              | Stáj                | Body | Čas        | SP  | +/− |
| --- | ------------------ | ------------------- | ---- | ---------- | --- | --- |
| 1.  | Mark Webber        | Red Bull Racing     | 25   | Vítěz      | 2.  | + 1 |
| 2.  | Fernando Alonso    | Scuderia Ferrari    | 18   | + 17,821   | 3.  | + 1 |
| 3.  | Sebastian Vettel   | Red Bull Racing     | 15   | + 19,252   | 1.  | - 2 |
| 4.  | Felipe Massa       | Scuderia Ferrari    | 12   | + 27,474   | 4.  | 0   |
| 5.  | Vitalij Petrov     | Renault F1          | 10   | + 1:13,100 | 7.  | + 2 |
| 6.  | Nico Hülkenberg    | Mercedes GP         | 8    | + 1:16,700 | 10. | + 4 |
| 7.  | Pedro de la Rosa   | Sauber              | 6    | + 1 kolo   | 9.  | + 2 |
| 8.  | Jenson Button      | McLaren             | 4    | + 1 kolo   | 11. | + 3 |
| 9.  | Kamui Kobajaši     | Sauber              | 2    | + 1 kolo   | 18. | + 9 |
| 10. | Rubens Barrichello | Williams            | 1    | + 1 kolo   | 12. | + 2 |
| 11. | Michael Schumacher | Mercedes GP         | –    | + 1 kolo   | 14. | + 3 |
| 12. | Sebastien Buemi    | Scuderia Toro Rosso | –    | + 1 kolo   | 15. | + 3 |
| 13. | Vitantonio Liuzzi  | Force India         | –    | + 1 kolo   | 16. | + 3 |
| 14. | Heikki Kovalainen  | Lotus               | –    | + 3 kola   | 20. | + 6 |
| 15. | Jarno Trulli       | Lotus               | –    | + 3 kola   | 21. | + 6 |
| 16. | Timo Glock         | Virgin Racing       | –    | + 3 kola   | 19. | + 3 |
| 17. | Bruno Senna        | HRT F1              | –    | + 3 kola   | 23. | + 6 |
| 18. | Lucas di Grassi    | Virgin Racing       | –    | + 4 kola   | 22. | + 4 |
| 19. | Sakon Jamamoto     | HRT F1              | –    | + 4 kola   | 24. | + 5 |
| –   | Robert Kubica      | Renault F1          | –    | nedojel    | 8.  |     |
| –   | Lewis Hamilton     | McLaren             | –    | nedojel    | 5.  |     |
| –   | Nico Rosberg       | Williams            | –    | nedojel    | 6.  |     |
| –   | Adrian Sutil       | Force India         | –    | nedojel    | 13. |     |
| –   | Jaime Alguersuari  | Scuderia Toro Rosso | –    | nedojel    | 17. |     |

### Penalizace
Sebastian Vettel – Red Bull Racing – průjezd boxy za zbrzdění pole

Robert Kubica – Renault F1 – Stop and Go za srážku se Sutilem

Michael Schumacher – Mercedes GP – pokuta za nebezpečný manévr

### Stupně vítězů
| #      | 1. místo        | 2. místo         | 3. místo         |
| ------ | --------------- | ---------------- | ---------------- |
| Jezdec | Mark Webber     | Fernando Alonso  | Sebastian Vettel |
| Tým    | Red Bull Racing | Scuderia Ferrari | Red Bull Racing  |

### Bodové umístění
| #   | Jezdec             | Stáj             | Body |
| --- | ------------------ | ---------------- | ---- |
| 1.  | Mark Webber        | Red Bull Racing  | 25   |
| 2.  | Fernando Alonso    | Scuderia Ferrari | 18   |
| 3.  | Sebastian Vettel   | Red Bull Racing  | 15   |
| 4.  | Felipe Massa       | Scuderia Ferrari | 12   |
| 5.  | Vitalij Petrov     | Renault F1       | 10   |
| 6.  | Nico Hülkenberg    | Mercedes GP      | 8    |
| 7.  | Pedro de la Rosa   | Sauber           | 6    |
| 8.  | Jenson Button      | McLaren          | 4    |
| 9.  | Kamui Kobajaši     | Sauber           | 2    |
| 10. | Rubens Barrichello | WilliamsF1       | 1    |

### Postavení na startu/Kvalifikace
| #   | Jezdec             | Tým                 | 1. část  | 2. část  | 3. část  |
| --- | ------------------ | ------------------- | -------- | -------- | -------- |
| 1.  | Sebastian Vettel   | Red Bull Racing     | 1:20,417 | 1:19,573 | 1:18,773 |
| 2.  | Mark Webber        | Red Bull Racing     | 1:21,132 | 1:19,531 | 1:19,184 |
| 3.  | Fernando Alonso    | Scuderia Ferrari    | 1:21,278 | 1:20,237 | 1:19,987 |
| 4.  | Felipe Massa       | Scuderia Ferrari    | 1:21,299 | 1:20,857 | 1:20,331 |
| 5.  | Lewis Hamilton     | McLaren             | 1:21,455 | 1:20,877 | 1:20,499 |
| 6.  | Nico Rosberg       | Mercedes GP         | 1:21,212 | 1:20,811 | 1:21,082 |
| 7.  | Vitalij Petrov     | Renault F1          | 1:21,558 | 1:20,797 | 1:21,229 |
| 8.  | Robert Kubica      | Renault F1          | 1:21,159 | 1:20,867 | 1:21,328 |
| 9.  | Pedro de la Rosa   | Sauber              | 1:21,891 | 1:21,273 | 1:21,411 |
| 10. | Nico Hülkenberg    | Williams            | 1:21,598 | 1:21,275 | 1:21,710 |
| 11. | Jenson Button      | McLaren             | 1:21,422 | 1:21,292 |          |
| 12. | Rubens Barrichello | Williams            | 1:21,478 | 1:21,331 |          |
| 13. | Adrian Sutil       | Force India         | 1:22,080 | 1:21,517 |          |
| 14. | Michael Schumacher | Mercedes GP         | 1:21,840 | 1:21,630 |          |
| 15. | Sebastien Buemi    | Scuderia Toro Rosso | 1:21,982 | 1:21,897 |          |
| 16. | Vitantonio Liuzzi  | Force India         | 1:21,789 | 1:21,927 |          |
| 17. | Jaime Alguersuari  | Scuderia Toro Rosso | 1:21,978 | 1:21,998 |          |
| 18. | Kamui Kobajaši     | Sauber              | 1:22,222 |          |          |
| 19. | Timo Glock         | Virgin Racing       | 1:24,050 |          |          |
| 20. | Heikki Kovalainen  | Lotus               | 1:24,120 |          |          |
| 21. | Jarno Trulli       | Lotus               | 1:24,199 |          |          |
| 22. | Lucas di Grassi    | Virgin Racing       | 1:25,118 |          |          |
| 23. | Bruno Senna        | HRT                 | 1:26,391 |          |          |
| 24. | Sakon Jamamoto     | HRT                 | 1:26,453 |          |          |

## Závod kolo po kole
| #   | 1                           | 2                           | 3                           | 4                           | 5                           | 6                           | 7                           | 8                           | 9                           | 10                          | 11                          | 12                          | 13                          | 14                          | 15                          | 16                          | 17                          | 18                          | 19                          | 20                          | 21                          | 22                          | 23                          | 24                          | 25                          | 26                          | 27                          | 28                          | 29                          | 30                          | 31                          | 32                          | 33                          | 34                          | 35                          | 36                          | 37                          | 38                          | 39                          | 40                          | 41                          | 42                          | 43                          | 44                          | 45                          | 46                          | 47                          | 48                          | 49                          | 50                          | 51                          | 52                          | 53                          | 54                          | 55                          | 56                          | 57                          | 58                          | 59                          | 60                          | 61                          | 62                          | 63                          | 64                          | 65                          | 66                          | 67                          | 68                          | 69                          | 70                          |
| 1.  | VET                         | VET                         | VET                         | VET                         | VET                         | VET                         | VET                         | VET                         | VET                         | VET                         | VET                         | VET                         | VET                         | VET                         | VET                         | WEB                         | WEB                         | WEB                         | WEB                         | WEB                         | WEB                         | WEB                         | WEB                         | WEB                         | WEB                         | WEB                         | WEB                         | WEB                         | WEB                         | WEB                         | WEB                         | WEB                         | WEB                         | WEB                         | WEB                         | WEB                         | WEB                         | WEB                         | WEB                         | WEB                         | WEB                         | WEB                         | WEB                         | WEB                         | WEB                         | WEB                         | WEB                         | WEB                         | WEB                         | WEB                         | WEB                         | WEB                         | WEB                         | WEB                         | WEB                         | WEB                         | WEB                         | WEB                         | WEB                         | WEB                         | WEB                         | WEB                         | WEB                         | WEB                         | WEB                         | WEB                         | WEB                         | WEB                         | WEB                         | WEB                         |
| 2.  | ALO                         | ALO                         | ALO                         | ALO                         | ALO                         | ALO                         | ALO                         | ALO                         | ALO                         | ALO                         | ALO                         | ALO                         | ALO                         | ALO                         | ALO                         | VET                         | VET                         | VET                         | VET                         | VET                         | VET                         | VET                         | VET                         | VET                         | VET                         | VET                         | VET                         | VET                         | VET                         | VET                         | ALO                         | ALO                         | ALO                         | ALO                         | ALO                         | ALO                         | ALO                         | ALO                         | ALO                         | ALO                         | ALO                         | ALO                         | ALO                         | ALO                         | ALO                         | ALO                         | ALO                         | ALO                         | ALO                         | ALO                         | ALO                         | ALO                         | ALO                         | ALO                         | ALO                         | ALO                         | ALO                         | ALO                         | ALO                         | ALO                         | ALO                         | ALO                         | ALO                         | ALO                         | ALO                         | ALO                         | ALO                         | ALO                         | ALO                         | ALO                         |
| 3.  | WEB                         | WEB                         | WEB                         | WEB                         | WEB                         | WEB                         | WEB                         | WEB                         | WEB                         | WEB                         | WEB                         | WEB                         | WEB                         | WEB                         | WEB                         | ALO                         | ALO                         | ALO                         | ALO                         | ALO                         | ALO                         | ALO                         | ALO                         | ALO                         | ALO                         | ALO                         | ALO                         | ALO                         | ALO                         | ALO                         | VET                         | VET                         | VET                         | VET                         | VET                         | VET                         | VET                         | VET                         | VET                         | VET                         | VET                         | VET                         | VET                         | VET                         | VET                         | VET                         | VET                         | VET                         | VET                         | VET                         | VET                         | VET                         | VET                         | VET                         | VET                         | VET                         | VET                         | VET                         | VET                         | VET                         | VET                         | VET                         | VET                         | VET                         | VET                         | VET                         | VET                         | VET                         | VET                         | VET                         |
| 4.  | MAS                         | MAS                         | MAS                         | MAS                         | MAS                         | MAS                         | MAS                         | MAS                         | MAS                         | MAS                         | MAS                         | MAS                         | MAS                         | MAS                         | MAS                         | HAM                         | HAM                         | HAM                         | HAM                         | HAM                         | HAM                         | HAM                         | HAM                         | MAS                         | MAS                         | MAS                         | MAS                         | MAS                         | MAS                         | MAS                         | MAS                         | MAS                         | MAS                         | MAS                         | MAS                         | MAS                         | MAS                         | MAS                         | MAS                         | MAS                         | MAS                         | MAS                         | MAS                         | MAS                         | MAS                         | MAS                         | MAS                         | MAS                         | MAS                         | MAS                         | MAS                         | MAS                         | MAS                         | MAS                         | MAS                         | MAS                         | MAS                         | MAS                         | MAS                         | MAS                         | MAS                         | MAS                         | MAS                         | MAS                         | MAS                         | MAS                         | MAS                         | MAS                         | MAS                         | MAS                         |
| 5.  | PET                         | HAM                         | HAM                         | HAM                         | HAM                         | HAM                         | HAM                         | HAM                         | HAM                         | HAM                         | HAM                         | HAM                         | HAM                         | HAM                         | HAM                         | MAS                         | MAS                         | MAS                         | MAS                         | MAS                         | MAS                         | MAS                         | MAS                         | BAR                         | BAR                         | BAR                         | BAR                         | BAR                         | BAR                         | BAR                         | BAR                         | BAR                         | BAR                         | BAR                         | BAR                         | BAR                         | BAR                         | BAR                         | BAR                         | BAR                         | BAR                         | BAR                         | BAR                         | BAR                         | BAR                         | BAR                         | BAR                         | BAR                         | BAR                         | BAR                         | BAR                         | BAR                         | BAR                         | BAR                         | BAR                         | PET                         | PET                         | PET                         | PET                         | PET                         | PET                         | PET                         | PET                         | PET                         | PET                         | PET                         | PET                         | PET                         | PET                         | PET                         |
| 6.  | HAM                         | PET                         | PET                         | PET                         | PET                         | PET                         | PET                         | PET                         | PET                         | PET                         | PET                         | PET                         | PET                         | PET                         | PET                         | BAR                         | BAR                         | BAR                         | BAR                         | BAR                         | BAR                         | BAR                         | BAR                         | PET                         | PET                         | PET                         | PET                         | PET                         | PET                         | PET                         | PET                         | PET                         | PET                         | PET                         | PET                         | PET                         | PET                         | PET                         | PET                         | PET                         | PET                         | PET                         | PET                         | PET                         | PET                         | PET                         | PET                         | PET                         | PET                         | PET                         | PET                         | PET                         | PET                         | PET                         | PET                         | HUL                         | HUL                         | HUL                         | HUL                         | HUL                         | HUL                         | HUL                         | HUL                         | HUL                         | HUL                         | HUL                         | HUL                         | HUL                         | HUL                         | HUL                         |
| 7.  | ROS                         | ROS                         | ROS                         | ROS                         | ROS                         | ROS                         | ROS                         | ROS                         | ROS                         | ROS                         | ROS                         | ROS                         | ROS                         | ROS                         | ROS                         | PET                         | PET                         | PET                         | PET                         | PET                         | PET                         | PET                         | PET                         | HUL                         | HUL                         | HUL                         | HUL                         | HUL                         | HUL                         | HUL                         | HUL                         | HUL                         | HUL                         | HUL                         | HUL                         | HUL                         | HUL                         | HUL                         | HUL                         | HUL                         | HUL                         | HUL                         | HUL                         | HUL                         | HUL                         | HUL                         | HUL                         | HUL                         | HUL                         | HUL                         | HUL                         | HUL                         | HUL                         | HUL                         | HUL                         | DLR                         | DLR                         | DLR                         | DLR                         | DLR                         | DLR                         | DLR                         | DLR                         | DLR                         | DLR                         | DLR                         | DLR                         | DLR                         | DLR                         | DLR                         |
| 8.  | KUB                         | KUB                         | KUB                         | KUB                         | KUB                         | KUB                         | KUB                         | KUB                         | KUB                         | KUB                         | KUB                         | KUB                         | KUB                         | KUB                         | KUB                         | HUL                         | HUL                         | HUL                         | HUL                         | HUL                         | HUL                         | HUL                         | HUL                         | DLR                         | DLR                         | DLR                         | DLR                         | DLR                         | DLR                         | DLR                         | DLR                         | DLR                         | DLR                         | DLR                         | DLR                         | DLR                         | DLR                         | DLR                         | DLR                         | DLR                         | DLR                         | DLR                         | DLR                         | DLR                         | DLR                         | DLR                         | DLR                         | DLR                         | DLR                         | DLR                         | DLR                         | DLR                         | DLR                         | DLR                         | DLR                         | DLR                         | BUT                         | BUT                         | BUT                         | BUT                         | BUT                         | BUT                         | BUT                         | BUT                         | BUT                         | BUT                         | BUT                         | BUT                         | BUT                         | BUT                         |
| 9.  | BAR                         | BAR                         | BAR                         | BAR                         | BAR                         | BAR                         | BAR                         | BAR                         | BAR                         | BAR                         | BAR                         | BAR                         | BAR                         | BAR                         | BAR                         | DLR                         | DLR                         | DLR                         | DLR                         | DLR                         | DLR                         | DLR                         | DLR                         | BUT                         | BUT                         | BUT                         | BUT                         | BUT                         | BUT                         | BUT                         | BUT                         | BUT                         | BUT                         | BUT                         | BUT                         | BUT                         | BUT                         | BUT                         | BUT                         | BUT                         | BUT                         | BUT                         | BUT                         | BUT                         | BUT                         | BUT                         | BUT                         | BUT                         | BUT                         | BUT                         | BUT                         | BUT                         | BUT                         | BUT                         | BUT                         | KOB                         | KOB                         | KOB                         | KOB                         | KOB                         | KOB                         | KOB                         | KOB                         | KOB                         | KOB                         | KOB                         | KOB                         | KOB                         | KOB                         | KOB                         |
| 10. | HUL                         | HUL                         | HUL                         | HUL                         | HUL                         | HUL                         | HUL                         | HUL                         | HUL                         | HUL                         | HUL                         | HUL                         | HUL                         | HUL                         | HUL                         | KOB                         | BUT                         | BUT                         | BUT                         | BUT                         | BUT                         | BUT                         | BUT                         | KOB                         | KOB                         | KOB                         | KOB                         | KOB                         | KOB                         | KOB                         | KOB                         | KOB                         | KOB                         | KOB                         | KOB                         | KOB                         | KOB                         | KOB                         | KOB                         | KOB                         | KOB                         | KOB                         | KOB                         | KOB                         | KOB                         | KOB                         | KOB                         | KOB                         | KOB                         | KOB                         | KOB                         | KOB                         | KOB                         | KOB                         | KOB                         | MSC                         | MSC                         | MSC                         | MSC                         | MSC                         | MSC                         | MSC                         | MSC                         | MSC                         | MSC                         | MSC                         | MSC                         | MSC                         | MSC                         | MSC                         |
| 11. | DLR                         | DLR                         | DLR                         | DLR                         | DLR                         | DLR                         | DLR                         | DLR                         | DLR                         | DLR                         | DLR                         | DLR                         | DLR                         | DLR                         | DLR                         | BUT                         | MSC                         | MSC                         | KOB                         | KOB                         | KOB                         | KOB                         | KOB                         | MSC                         | MSC                         | MSC                         | MSC                         | MSC                         | MSC                         | MSC                         | MSC                         | MSC                         | MSC                         | MSC                         | MSC                         | MSC                         | MSC                         | MSC                         | MSC                         | MSC                         | MSC                         | MSC                         | MSC                         | MSC                         | MSC                         | MSC                         | MSC                         | MSC                         | MSC                         | MSC                         | MSC                         | MSC                         | MSC                         | MSC                         | MSC                         | BAR                         | BAR                         | BAR                         | BAR                         | BAR                         | BAR                         | BAR                         | BAR                         | BAR                         | BAR                         | BAR                         | BAR                         | BAR                         | BAR                         | BAR                         |
| 12. | SUT                         | SUT                         | SUT                         | SUT                         | SUT                         | SUT                         | SUT                         | SUT                         | SUT                         | SUT                         | SUT                         | SUT                         | SUT                         | SUT                         | SUT                         | MSC                         | KOB                         | KOB                         | MSC                         | MSC                         | MSC                         | MSC                         | MSC                         | BUE                         | BUE                         | BUE                         | BUE                         | BUE                         | BUE                         | BUE                         | BUE                         | BUE                         | BUE                         | BUE                         | BUE                         | BUE                         | BUE                         | BUE                         | BUE                         | BUE                         | BUE                         | BUE                         | BUE                         | BUE                         | BUE                         | BUE                         | BUE                         | BUE                         | BUE                         | BUE                         | BUE                         | BUE                         | BUE                         | BUE                         | BUE                         | BUE                         | BUE                         | BUE                         | BUE                         | BUE                         | BUE                         | BUE                         | BUE                         | BUE                         | BUE                         | BUE                         | BUE                         | BUE                         | BUE                         | BUE                         |
| 13. | MSC                         | MSC                         | MSC                         | MSC                         | MSC                         | MSC                         | MSC                         | MSC                         | MSC                         | MSC                         | MSC                         | MSC                         | MSC                         | MSC                         | MSC                         | BUE                         | BUE                         | BUE                         | BUE                         | BUE                         | BUE                         | BUE                         | BUE                         | LIU                         | LIU                         | LIU                         | LIU                         | LIU                         | LIU                         | LIU                         | LIU                         | LIU                         | LIU                         | LIU                         | LIU                         | LIU                         | LIU                         | LIU                         | LIU                         | LIU                         | LIU                         | LIU                         | LIU                         | LIU                         | LIU                         | LIU                         | LIU                         | LIU                         | LIU                         | LIU                         | LIU                         | LIU                         | LIU                         | LIU                         | LIU                         | LIU                         | LIU                         | LIU                         | LIU                         | LIU                         | LIU                         | LIU                         | LIU                         | LIU                         | LIU                         | LIU                         | LIU                         | LIU                         | LIU                         | LIU                         |
| 14. | LIU                         | LIU                         | LIU                         | BUT                         | BUT                         | BUT                         | BUT                         | BUT                         | BUT                         | BUT                         | BUT                         | BUT                         | BUT                         | BUT                         | BUT                         | TRU                         | TRU                         | TRU                         | TRU                         | LIU                         | LIU                         | LIU                         | LIU                         | KOV                         | KOV                         | KOV                         | KOV                         | KOV                         | KOV                         | KOV                         | KOV                         | KOV                         | KOV                         | KOV                         | KOV                         | KOV                         | KOV                         | KOV                         | KOV                         | KOV                         | KOV                         | KOV                         | KOV                         | KOV                         | KOV                         | KOV                         | KOV                         | KOV                         | KOV                         | KOV                         | KOV                         | KOV                         | KOV                         | KOV                         | KOV                         | KOV                         | KOV                         | KOV                         | KOV                         | KOV                         | KOV                         | KOV                         | KOV                         | KOV                         | KOV                         | KOV                         | KOV                         | KOV                         | KOV                         | KOV                         |
| 15. | BUT                         | BUT                         | BUT                         | KOB                         | KOB                         | KOB                         | KOB                         | KOB                         | KOB                         | KOB                         | KOB                         | KOB                         | KOB                         | KOB                         | KOB                         | LIU                         | LIU                         | LIU                         | LIU                         | TRU                         | TRU                         | TRU                         | TRU                         | TRU                         | TRU                         | TRU                         | TRU                         | TRU                         | TRU                         | TRU                         | TRU                         | TRU                         | TRU                         | TRU                         | TRU                         | TRU                         | TRU                         | TRU                         | TRU                         | TRU                         | TRU                         | TRU                         | TRU                         | TRU                         | TRU                         | TRU                         | TRU                         | TRU                         | TRU                         | TRU                         | TRU                         | TRU                         | TRU                         | TRU                         | TRU                         | TRU                         | TRU                         | TRU                         | TRU                         | TRU                         | TRU                         | TRU                         | TRU                         | TRU                         | TRU                         | TRU                         | TRU                         | TRU                         | TRU                         | TRU                         |
| 16. | KOB                         | KOB                         | KOB                         | LIU                         | LIU                         | LIU                         | LIU                         | LIU                         | LIU                         | LIU                         | LIU                         | LIU                         | LIU                         | LIU                         | LIU                         | KOV                         | KOV                         | KOV                         | KOV                         | KOV                         | KOV                         | KOV                         | KOV                         | GLO                         | GLO                         | GLO                         | GLO                         | GLO                         | GLO                         | GLO                         | GLO                         | GLO                         | GLO                         | GLO                         | GLO                         | GLO                         | GLO                         | GLO                         | GLO                         | GLO                         | GLO                         | GLO                         | GLO                         | GLO                         | GLO                         | GLO                         | GLO                         | GLO                         | GLO                         | GLO                         | GLO                         | GLO                         | GLO                         | GLO                         | GLO                         | GLO                         | GLO                         | GLO                         | GLO                         | GLO                         | GLO                         | GLO                         | GLO                         | GLO                         | GLO                         | GLO                         | GLO                         | GLO                         | GLO                         | GLO                         |
| 17. | TRU                         | TRU                         | TRU                         | TRU                         | TRU                         | BUE                         | BUE                         | BUE                         | BUE                         | BUE                         | BUE                         | BUE                         | BUE                         | BUE                         | BUE                         | GLO                         | GLO                         | GLO                         | GLO                         | GLO                         | GLO                         | GLO                         | GLO                         | SEN                         | SEN                         | SEN                         | SEN                         | SEN                         | SEN                         | SEN                         | SEN                         | SEN                         | SEN                         | SEN                         | SEN                         | SEN                         | SEN                         | SEN                         | SEN                         | SEN                         | SEN                         | SEN                         | SEN                         | SEN                         | SEN                         | SEN                         | SEN                         | SEN                         | SEN                         | SEN                         | SEN                         | SEN                         | SEN                         | SEN                         | SEN                         | SEN                         | SEN                         | SEN                         | SEN                         | SEN                         | SEN                         | SEN                         | SEN                         | SEN                         | SEN                         | SEN                         | SEN                         | SEN                         | SEN                         | SEN                         |
| 18. | ALG                         | BUE                         | BUE                         | BUE                         | BUE                         | TRU                         | TRU                         | TRU                         | TRU                         | TRU                         | TRU                         | TRU                         | TRU                         | TRU                         | TRU                         | SEN                         | SEN                         | SEN                         | SEN                         | SEN                         | SEN                         | SEN                         | SEN                         | DIG                         | DIG                         | YAM                         | YAM                         | YAM                         | YAM                         | YAM                         | YAM                         | YAM                         | YAM                         | YAM                         | DIG                         | DIG                         | DIG                         | DIG                         | DIG                         | DIG                         | DIG                         | DIG                         | DIG                         | DIG                         | DIG                         | DIG                         | DIG                         | DIG                         | DIG                         | DIG                         | DIG                         | DIG                         | DIG                         | DIG                         | DIG                         | DIG                         | DIG                         | DIG                         | DIG                         | DIG                         | DIG                         | DIG                         | DIG                         | DIG                         | DIG                         | DIG                         | DIG                         | DIG                         | DIG                         | DIG                         |
| 19. | BUE                         | DIG                         | DIG                         | DIG                         | DIG                         | DIG                         | DIG                         | DIG                         | DIG                         | DIG                         | DIG                         | DIG                         | DIG                         | DIG                         | DIG                         | DIG                         | YAM                         | YAM                         | DIG                         | DIG                         | DIG                         | DIG                         | DIG                         | YAM                         | YAM                         | DIG                         | DIG                         | DIG                         | DIG                         | DIG                         | DIG                         | DIG                         | DIG                         | DIG                         | YAM                         | YAM                         | YAM                         | YAM                         | YAM                         | YAM                         | YAM                         | YAM                         | YAM                         | YAM                         | YAM                         | YAM                         | YAM                         | YAM                         | YAM                         | YAM                         | YAM                         | YAM                         | YAM                         | YAM                         | YAM                         | YAM                         | YAM                         | YAM                         | YAM                         | YAM                         | YAM                         | YAM                         | YAM                         | YAM                         | YAM                         | YAM                         | YAM                         | YAM                         | YAM                         | YAM                         |
| 20. | DIG                         | KOV                         | KOV                         | KOV                         | KOV                         | KOV                         | KOV                         | KOV                         | KOV                         | KOV                         | KOV                         | KOV                         | KOV                         | KOV                         | KOV                         | YAM                         | DIG                         | DIG                         | YAM                         | YAM                         | YAM                         | YAM                         | YAM                         | KUB                         | KUB                         | KUB                         | KUB                         | KUB                         | KUB                         | KUB                         | KUB                         | KUB                         | KUB                         | KUB                         | KUB                         | KUB                         | KUB                         | KUB                         | KUB                         | KUB                         | KUB                         | KUB                         | KUB                         | KUB                         | KUB                         | KUB                         | KUB                         | KUB                         | KUB                         | KUB                         | KUB                         | KUB                         | KUB                         | KUB                         | KUB                         | KUB                         | KUB                         | KUB                         | KUB                         | KUB                         | KUB                         | KUB                         | KUB                         | KUB                         | KUB                         | KUB                         | KUB                         | KUB                         | KUB                         | KUB                         |
| 21. | KOV                         | GLO                         | GLO                         | GLO                         | GLO                         | GLO                         | GLO                         | GLO                         | GLO                         | GLO                         | GLO                         | GLO                         | GLO                         | GLO                         | GLO                         | KUB                         | KUB                         | KUB                         | KUB                         | KUB                         | KUB                         | KUB                         | KUB                         | HAM                         | HAM                         | HAM                         | HAM                         | HAM                         | HAM                         | HAM                         | HAM                         | HAM                         | HAM                         | HAM                         | HAM                         | HAM                         | HAM                         | HAM                         | HAM                         | HAM                         | HAM                         | HAM                         | HAM                         | HAM                         | HAM                         | HAM                         | HAM                         | HAM                         | HAM                         | HAM                         | HAM                         | HAM                         | HAM                         | HAM                         | HAM                         | HAM                         | HAM                         | HAM                         | HAM                         | HAM                         | HAM                         | HAM                         | HAM                         | HAM                         | HAM                         | HAM                         | HAM                         | HAM                         | HAM                         | HAM                         |
| 22. | GLO                         | SEN                         | SEN                         | SEN                         | SEN                         | SEN                         | SEN                         | SEN                         | SEN                         | SEN                         | SEN                         | SEN                         | SEN                         | SEN                         | SEN                         | ROS                         | ROS                         | ROS                         | ROS                         | ROS                         | ROS                         | ROS                         | ROS                         | ROS                         | ROS                         | ROS                         | ROS                         | ROS                         | ROS                         | ROS                         | ROS                         | ROS                         | ROS                         | ROS                         | ROS                         | ROS                         | ROS                         | ROS                         | ROS                         | ROS                         | ROS                         | ROS                         | ROS                         | ROS                         | ROS                         | ROS                         | ROS                         | ROS                         | ROS                         | ROS                         | ROS                         | ROS                         | ROS                         | ROS                         | ROS                         | ROS                         | ROS                         | ROS                         | ROS                         | ROS                         | ROS                         | ROS                         | ROS                         | ROS                         | ROS                         | ROS                         | ROS                         | ROS                         | ROS                         | ROS                         |
| 23. | SEN                         | YAM                         | YAM                         | YAM                         | YAM                         | YAM                         | YAM                         | YAM                         | YAM                         | YAM                         | YAM                         | YAM                         | YAM                         | YAM                         | YAM                         | SUT                         | SUT                         | SUT                         | SUT                         | SUT                         | SUT                         | SUT                         | SUT                         | SUT                         | SUT                         | SUT                         | SUT                         | SUT                         | SUT                         | SUT                         | SUT                         | SUT                         | SUT                         | SUT                         | SUT                         | SUT                         | SUT                         | SUT                         | SUT                         | SUT                         | SUT                         | SUT                         | SUT                         | SUT                         | SUT                         | SUT                         | SUT                         | SUT                         | SUT                         | SUT                         | SUT                         | SUT                         | SUT                         | SUT                         | SUT                         | SUT                         | SUT                         | SUT                         | SUT                         | SUT                         | SUT                         | SUT                         | SUT                         | SUT                         | SUT                         | SUT                         | SUT                         | SUT                         | SUT                         | SUT                         |
| 24. | YAM                         | ALG                         | ALG                         | ALG                         | ALG                         | ALG                         | ALG                         | ALG                         | ALG                         | ALG                         | ALG                         | ALG                         | ALG                         | ALG                         | ALG                         | ALG                         | ALG                         | ALG                         | ALG                         | ALG                         | ALG                         | ALG                         | ALG                         | ALG                         | ALG                         | ALG                         | ALG                         | ALG                         | ALG                         | ALG                         | ALG                         | ALG                         | ALG                         | ALG                         | ALG                         | ALG                         | ALG                         | ALG                         | ALG                         | ALG                         | ALG                         | ALG                         | ALG                         | ALG                         | ALG                         | ALG                         | ALG                         | ALG                         | ALG                         | ALG                         | ALG                         | ALG                         | ALG                         | ALG                         | ALG                         | ALG                         | ALG                         | ALG                         | ALG                         | ALG                         | ALG                         | ALG                         | ALG                         | ALG                         | ALG                         | ALG                         | ALG                         | ALG                         | ALG                         | ALG                         |
| 0   | plánovaná zastávka v boxech | plánovaná zastávka v boxech | plánovaná zastávka v boxech | plánovaná zastávka v boxech | plánovaná zastávka v boxech | plánovaná zastávka v boxech | plánovaná zastávka v boxech | plánovaná zastávka v boxech | plánovaná zastávka v boxech | plánovaná zastávka v boxech | plánovaná zastávka v boxech | plánovaná zastávka v boxech | plánovaná zastávka v boxech | plánovaná zastávka v boxech | plánovaná zastávka v boxech | plánovaná zastávka v boxech | plánovaná zastávka v boxech | plánovaná zastávka v boxech | plánovaná zastávka v boxech | plánovaná zastávka v boxech | plánovaná zastávka v boxech | plánovaná zastávka v boxech | plánovaná zastávka v boxech | plánovaná zastávka v boxech | plánovaná zastávka v boxech | plánovaná zastávka v boxech | plánovaná zastávka v boxech | plánovaná zastávka v boxech | plánovaná zastávka v boxech | plánovaná zastávka v boxech | plánovaná zastávka v boxech | plánovaná zastávka v boxech | plánovaná zastávka v boxech | plánovaná zastávka v boxech | plánovaná zastávka v boxech | plánovaná zastávka v boxech | plánovaná zastávka v boxech | plánovaná zastávka v boxech | plánovaná zastávka v boxech | plánovaná zastávka v boxech | plánovaná zastávka v boxech | plánovaná zastávka v boxech | plánovaná zastávka v boxech | plánovaná zastávka v boxech | plánovaná zastávka v boxech | plánovaná zastávka v boxech | plánovaná zastávka v boxech | plánovaná zastávka v boxech | plánovaná zastávka v boxech | plánovaná zastávka v boxech | plánovaná zastávka v boxech | plánovaná zastávka v boxech | plánovaná zastávka v boxech | plánovaná zastávka v boxech | plánovaná zastávka v boxech | plánovaná zastávka v boxech | plánovaná zastávka v boxech | plánovaná zastávka v boxech | plánovaná zastávka v boxech | plánovaná zastávka v boxech | plánovaná zastávka v boxech | plánovaná zastávka v boxech | plánovaná zastávka v boxech | plánovaná zastávka v boxech | plánovaná zastávka v boxech | plánovaná zastávka v boxech | plánovaná zastávka v boxech | plánovaná zastávka v boxech | plánovaná zastávka v boxech | plánovaná zastávka v boxech |
| 0   | penalizace                  | penalizace                  | penalizace                  | penalizace                  | penalizace                  | penalizace                  | penalizace                  | penalizace                  | penalizace                  | penalizace                  | penalizace                  | penalizace                  | penalizace                  | penalizace                  | penalizace                  | penalizace                  | penalizace                  | penalizace                  | penalizace                  | penalizace                  | penalizace                  | penalizace                  | penalizace                  | penalizace                  | penalizace                  | penalizace                  | penalizace                  | penalizace                  | penalizace                  | penalizace                  | penalizace                  | penalizace                  | penalizace                  | penalizace                  | penalizace                  | penalizace                  | penalizace                  | penalizace                  | penalizace                  | penalizace                  | penalizace                  | penalizace                  | penalizace                  | penalizace                  | penalizace                  | penalizace                  | penalizace                  | penalizace                  | penalizace                  | penalizace                  | penalizace                  | penalizace                  | penalizace                  | penalizace                  | penalizace                  | penalizace                  | penalizace                  | penalizace                  | penalizace                  | penalizace                  | penalizace                  | penalizace                  | penalizace                  | penalizace                  | penalizace                  | penalizace                  | penalizace                  | penalizace                  | penalizace                  | penalizace                  |
| 0   | nedokončil závod            | nedokončil závod            | nedokončil závod            | nedokončil závod            | nedokončil závod            | nedokončil závod            | nedokončil závod            | nedokončil závod            | nedokončil závod            | nedokončil závod            | nedokončil závod            | nedokončil závod            | nedokončil závod            | nedokončil závod            | nedokončil závod            | nedokončil závod            | nedokončil závod            | nedokončil závod            | nedokončil závod            | nedokončil závod            | nedokončil závod            | nedokončil závod            | nedokončil závod            | nedokončil závod            | nedokončil závod            | nedokončil závod            | nedokončil závod            | nedokončil závod            | nedokončil závod            | nedokončil závod            | nedokončil závod            | nedokončil závod            | nedokončil závod            | nedokončil závod            | nedokončil závod            | nedokončil závod            | nedokončil závod            | nedokončil závod            | nedokončil závod            | nedokončil závod            | nedokončil závod            | nedokončil závod            | nedokončil závod            | nedokončil závod            | nedokončil závod            | nedokončil závod            | nedokončil závod            | nedokončil závod            | nedokončil závod            | nedokončil závod            | nedokončil závod            | nedokončil závod            | nedokončil závod            | nedokončil závod            | nedokončil závod            | nedokončil závod            | nedokončil závod            | nedokončil závod            | nedokončil závod            | nedokončil závod            | nedokončil závod            | nedokončil závod            | nedokončil závod            | nedokončil závod            | nedokončil závod            | nedokončil závod            | nedokončil závod            | nedokončil závod            | nedokončil závod            | nedokončil závod            |